# Daniela Kerkelova
Daniela Kerkelova –en búlgaro, Даниела Керкелова– (Devin, 8 de noviembre de 1969) es una deportista búlgara que compitió en halterofilia.
Ganó tres medallas de bronce en el Campeonato Mundial de Halterofilia entre los años 1989 y 1991, y seis medallas en el Campeonato Europeo de Halterofilia entre los años 1989 y 2000. Participó en los Juegos Olímpicos de Sídney 2000, ocupando el quinto lugar en la categoría de 69 kg.

## Palmarés internacional
| Campeonato Mundial | Campeonato Mundial              | Campeonato Mundial | Campeonato Mundial |
| Año                | Lugar                           | Medalla            | Categoría          |
| ------------------ | ------------------------------- | ------------------ | ------------------ |
| 1989               | Mánchester (Reino Unido)        | Medalla de bronce  | 60 kg              |
| 1990               | Sarajevo (Yugoslavia)           | Medalla de bronce  | 60 kg              |
| 1991               | Donaueschingen (Alemania)       | Medalla de bronce  | 60 kg              |
| Campeonato Europeo |                                 |                    |                    |
| Año                | Lugar                           | Medalla            | Categoría          |
| 1989               | Mánchester (Reino Unido)        | Medalla de plata   | 60 kg              |
| 1990               | Santa Cruz de Tenerife (España) | Medalla de plata   | 60 kg              |
| 1991               | Varna (Bulgaria)                | Medalla de plata   | 60 kg              |
| 1993               | Valencia (España)               | Medalla de bronce  | 70 kg              |
| 1994               | Roma (Italia)                   | Medalla de oro     | 64 kg              |
| 2000               | Sofía (Bulgaria)                | Medalla de plata   | 69 kg              |